# Giovanni Maria Flick
Giovanni Maria Flick (Cirié, 7 novembre 1940) è un giurista e politico italiano, Ministro di grazia e giustizia del governo Prodi I e presidente della Corte costituzionale dal 14 novembre 2008 al 18 febbraio 2009.

## Biografia
Cresciuto in una famiglia di tradizioni cattoliche, padre di origine tedesca, quinto di sette figli, ha studiato presso l'Istituto Sociale, la scuola dei Padri Gesuiti di Torino. Iscritto all'Università Cattolica del Sacro Cuore di Milano nel 1958, ha vinto una borsa di studio che gli ha permesso di studiare presso il Collegio Augustinianum. In giovinezza ha militato nella Fuci. Dopo la laurea in giurisprudenza, nel 1962, ha vinto il concorso per entrare in magistratura.
Dal 1964 al 1975 è stato magistrato al tribunale di Roma, sia come giudice sia come pubblico ministero. In questi anni ha insegnato come professore incaricato di istituzioni di diritto e procedura penale presso l'Università di Perugia e come professore incaricato di diritto penale presso l'Università di Messina. Nel 1980 diviene professore ordinario di diritto penale alla Luiss e inizia a svolgere la professione di avvocato penalista. Ha collaborato anche come editorialista per Il Sole 24 Ore e per La Stampa.
Nel 1996 è stato nominato ministro di grazia e giustizia del governo guidato da Romano Prodi. Dando seguito ad un voto parlamentare, chiude per decreto le carceri di Pianosa e dell'Asinara, dove si trovano molti mafiosi impossibilitati dal luogo a comunicare all'esterno. Presenta lo stesso anno in Parlamento una serie di leggi organiche di riforma del sistema giudiziario che verranno approvate quasi integralmente, in un iter che terminerà alla fine del 1999. Fra queste vi è l'istituzione di un singolo giudice per i reati di entità minore che prima richiedevano l'impiego di tre magistrati, varato con l'intento di venire incontro al problema della lentezza dei procedimenti giudiziari italiani.
Fu durante il suo mandato come ministro di grazia e giustizia che a Roma si svolse il processo militare contro l'ex ufficiale delle SS Erich Priebke. Quando Priebke venne assolto per prescrizione i parenti delle vittime delle Fosse Ardeatine si ribellarono insieme alla comunità ebraica di Roma costringendo i giudici a restare assediati in tribunale fino a notte fonda. La conclusione del processo militare rimise però in moto il processo penale ordinario e, con esso, la richiesta di estradizione da parte della Germania e la conseguente custodia cautelare in carcere, convalidata dallo stesso ministro Flick.
Il 29 maggio 1998 la Camera respinge una mozione di sfiducia presentata da Lega Nord e UDR contro di lui e l'allora ministro dell'Interno Giorgio Napolitano con l'accusa di non aver preso adeguate misure per impedire la latitanza di Licio Gelli con 46 sì e 310 no.
Dopo l'esperienza di ministro, è stato scelto dal governo D'Alema I come rappresentante italiano nella Commissione europea per i diritti umani. Il 14 febbraio 2000 è stato nominato giudice della Corte costituzionale dal Presidente della Repubblica Carlo Azeglio Ciampi; ha giurato il 18 febbraio. Il 17 novembre 2005 è stato nominato vicepresidente della Corte dal neoeletto presidente Annibale Marini e confermato nella carica l'11 luglio 2006 dal neoeletto presidente Franco Bile. Il 14 novembre 2008 viene eletto 32º presidente della Corte Costituzionale. Cessa dalla carica il 18 febbraio 2009.

Dal febbraio 2009 è Presidente Onorario della Fondazione Museo della Shoah di Roma.
Dal 18 gennaio 2012 è il nuovo presidente del consiglio di amministrazione della Fondazione Centro San Raffaele del Monte Tabor, succedendo a don Luigi Maria Verzé.
Il 27 aprile 2012, a seguito di votazioni degli studenti di tutte le facoltà di giurisprudenza italiane, ha ricevuto da ELSA Italia (The European Law Students' Association - Italia) il Premio Giurista dell'Anno 2012. È poi scelto come delegato del sindaco di Milano Giuliano Pisapia, a titolo gratuito, al Tavolo di coordinamento per l'Expo 2015.
Il 31 ottobre 2012 viene nominato nel consiglio di amministrazione dell'Università degli Studi di Genova.
Nel gennaio 2013 decide di entrare in politica con il Centro Democratico di Bruno Tabacci e si candida al Senato in Piemonte e Lazio in vista delle elezioni del 24 e 25 febbraio. Il 14 gennaio 2013 si autosospende dal ruolo di garante per candidarsi alle elezioni nelle liste di Centro Democratico.
Il 24 gennaio 2013 il dipartimento di economia dell'Università degli studi di Genova gli conferisce la laurea honoris causa in economia ed istituzioni finanziarie.

## Opere
- La globalizzazione dei diritti: il contributo dell'Europa dal mercato ai valori, Casale Monferrato, Edizioni Piemme, 2004, ISBN 9788838481048.
- Elogio della dignità, Roma, Libreria editrice vaticana, 2015, ISBN 9788820994822.
- Elogio del patrimonio. Cultura, arte, paesaggio nella Costituzione italiana, Città del Vaticano, Libreria editrice vaticana, 2016, ISBN 9788820997939.
- Elogio della Costituzione, collana Saggistica Paoline, Milano, Paoline Editoriale Libri, Ottobre 2017, ISBN 9788831549295.
- Giustizia in crisi (salvo intese): leggi, giudici, processi e carceri di fronte alla pandemia, collana I saggi, Milano, Baldini+Castoldi, 2020, ISBN 9788893883719.
- con Maurizio Flick, Elogio della foresta : dalla selva oscura alla tutela costituzionale, collana Percorsi. Diritto, Bologna, Il mulino, 2020, ISBN 9788815290939.
- con Enrico Rossi, Prima le persone: contro il Decreto Salvini, a cura di Pasquale Terracciano, collana Nodi, Roma, Castelvecchi, 2019, ISBN 9788832826715.
- con Andrea Orlando e Istituto ligure per la storia della Resistenza e dell'età contemporanea, Giuliano Vassalli: partigiano, ministro, giurista, presidente della corte costituzionale, Genova, 2016.